# Поезія Кансі
Кансі (яп.漢詩) — вірші, написані японськими поетами китайською мовою.

## Причини виникнення
Специфіка китайської та японської мов, які не є спорідненими і належать до ізольованих мов світу, не дозволяла японцям писати вірші рідною мовою, беручи за зразок строфічні форми й віршові розміри, типові для китайського віршування, з яким вони були добре ознайомлені. З VII японці почали писати вірші не японською, а китайською мовою, якою багато хто з тогочасних чиновників та аристократів досконало володів. Не виключено, що на це їх надихнув також приклад сусідньої Кореї, з якою японці починаючи з IV ст. до кінця IX століття підтримували тісні економічні та культурні зв'язки.

## Історія розвитку
751 р. в Японії з'являється перша японська антологія віршів китайською мовою "Кайфусо", яка налічувала 116 віршів 64-х японських поетів, переважно представників аристократії, чиновників першого-п'ятого рангів та духовенства, складених за останні вісімдесят років і розташованих у хронологічному порядку. 
У віршах, які увійшли до складу антології "Кайфусо" відчувається дуже великий вплив китайської поезії епохи Шести династій. Більшість поетичних творів цієї антології були написані в жанрі ґусі, характерними ознаками якого є відсутність тонального паралелізму й необмежений розмір строфи. Головною тематикою віршів цього жанру були описи свят і бенкетів, пишні славослів'я на честь імператора, прославляння його чеснот, доброчинності, мудрості правління, миру та спокою в країні тощо.
Окрім антології "Кайфусо" на початку доби Хейан з'являються ще три антології віршів-кансі:
- "Рьоунсю" ("Поетична збірка, народжена в хмарах", 812-814 рр.), упорядником якої був Оно-но Мінеморі. Ця антологія містила 91 вірш двадцяти чотирьох поетів, переважно членів імператорської родини, представників відомих аристократичних родів та високопосадовців-чиновників 2-5 рангів.
- "Бунка-сюрейсю" ("Збірка культурних шедеврів", 818 р.), укладачем якої був Фудзівара но Фуюцугі та ін. Збірка складалася зтрьох сувоїв і містила 148 віршів двадцяти восьми поетів.
- "Кейкокусю" ("Вірші, зібрані для упорядкування держави", 827 р.). На той час це була найбільша за обсягом (20 сувоїв) збірка японської китайськомовної літератури, упорядником якої вважається Йосіміне но Ясуйо. Вона містила поезію, написано переважно в жанрах фу та ші (917 віршів), а також понад сто прозових творів ста сімдесяти восьми авторів.

Прозорість місяця,

Зірок небесних блиск,

І сяйво снігу - у цвітінні сливи

Злилися разом.

О, казкова ніч!

О, сад у золоті та ароматі квітів!

                                 Суґавара Мітідзане